# Nischni Lomow
Nischni Lomow (russisch Нижний Ломов) ist eine Stadt in der Oblast Pensa (Russland) mit 22.678 Einwohnern (Stand 14. Oktober 2010).

## Geografie
Die Stadt liegt am Westrand der Wolgaplatte etwa 100 km nordwestlich der Oblasthauptstadt Pensa an der Lomowka, einem linken Nebenfluss der Mokscha im Flusssystem der Wolga.
Nischni Lomow ist Verwaltungszentrum des gleichnamigen Rajons.
Nischni Lomow ist Endpunkt einer 33 Kilometer langen Zweigstrecke von der Station Wygljadowka der Eisenbahnstrecke Rjaschsk–Pensa–Samara verbunden (nur Güterverkehr). Durch Nischni Lomow führt auch die Fernstraße M5 Moskau–Samara–Tscheljabinsk (Umgehungsstraße nördlich des Stadtzentrums).

## Geschichte

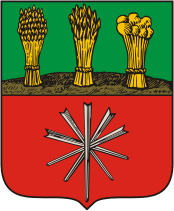
Altes Stadtwappen (1781)

Der Ort entstand 1636 als Wachtfestung im Rahmen der Lomow-Verteidigungslinie am Flüsschen Lomowka (auch einfach Lomow) und wurde nach diesem benannt. Die um die Festung entstehende Siedlung erhielt den Namen Lomowskaja Sloboda, später den heutigen Namen und unter diesem 1780 das Stadtrecht. Der Name bedeutet Unterer Lomow, zur Unterscheidung vom acht Kilometer südwestlich gelegenen Dorf Werchni Lomow – Oberer Lomow, welches bis ins 20. Jahrhundert ebenfalls das Stadtrecht besaß.
Seit Ende des 18. Jahrhunderts war Nischni Lomow eines der wichtigsten regionalen Handelszentren; im 19. Jahrhundert wurde es zu einem Zentrum der Streichholzproduktion.

### Bevölkerungsentwicklung
| Jahr | Einwohner |
| ---- | --------- |
| 1719 | ca. 5.600 |
| 1897 | 9.996     |
| 1926 | 9.805     |
| 1939 | 8.106     |
| 1959 | 13.881    |
| 1970 | 17.460    |
| 1979 | 22.716    |
| 1989 | 26.648    |
| 2002 | 24.249    |
| 2010 | 22.678    |

Anmerkung: ab 1897 Volkszählungsdaten

## Kultur und Sehenswürdigkeiten
In Nischni Lomow ist eine Reihe von Bauwerken des 19. Jahrhunderts erhalten, so das Holzgebäude des ehemaligen Semstwokrankenhauses.
Seit 1967 gibt es ein Heimatmuseum.

## Wirtschaft
In Nischni Lomow gibt es Betriebe der Elektrotechnik, der holzverarbeitenden (Sperrholz, Streichhölzer) und Lebensmittelindustrie sowie der Bauwirtschaft.

## Söhne und Töchter der Stadt
- Iwan Priwalow (1891–1941), Mathematiker
- Wladimir Kolokolzew (* 1961), russischer Politiker